# JFA
JFA (sigles de Jodie Foster's Army) va ser un grup estatunidenc de skate punk format l'any 1981 a cavall entre Phoenix i el Sud de Califòrnia. La banda va ser fonamental en el desenvolupament del vincle entre la cultura del monopatí de carrer i el punk rock.

## Història
JFA es va formar l'abril de 1981, 19 dies després de l'intent fallit d'assassinat del president Ronald Reagan per part de John Hinckley Jr. Hinckley, un fanàtic de l'actiu Jodie Foster obsessionat amb la seva interpretació d'una jove prostituta a la pel·lícula de Martin Scorsese de 1976 Taxi Driver, va intentar matar Reagan amb el propòsit d'impressionar l'actriu. El nom de la banda és, per tant, una mostra d'humor negre vers Reagan, una figura odiada a l'escena punk rock de principis dels anys 1980.
Els membres de JFA es van conèixer practicant el monopatí de carrer i van començar a tocar junts després d'un concert de DOA durant la gira Hardcore 81. El primer concert de la banda va ser fent de teloners de Black Flag i la seva primera cançó de la nit va ser «Pipetruck».
Placebo Records va publicar el seu EP debut Blatant Localism a finals de 1981 i la banda va fer una extensa gira per la Costa Oest dels. La seva primera gira nacional va ser l'estiu de 1983 després de la publicació del seu primer àlbum Valley of the Yakes.
El grup va rebre una cobertura extensa a la influent revista de skate Thrasher durant la dècada del 1980. El cantant Brian Brannon va aparèixer a la portada d'abril de 1987 de Thrasher al Love Bowl de Phoenix. També va ser portada del número d'abril de 1989 al Thrasherland Skatepark de Glendale. L'any següent es va convertir en reporter de la revista i, més endavant, editor musical i director d'art fins que va marxar el 1997. Al llarg de la dècada del 1980, Brannon, el guitarrista Don «Redondo» Pendleton i el baixista Michel Cornelius van ser col·laboradors independents de Thrasher amb articles i fotografies.

## Discografia
- 1981: Blatant Localism (EP, Placebo Records)
- 1983: Valley of the Yakes (Placebo Records)
- 1984: JFA (Placebo Records)
- 1988: Nowhere Blossoms (Placebo Records)
- 2002: Concrete Waves (compartit amb Blue Collar Special i The Worthless, Disaster Records)
- 2003: We Know You Suck (recopilatori)
- 2009: To All Our Friends (DC-Jam Records)
- 2012: Speed of Sound (DC-Jam Records)